# Looksery
Looksery — софтверна компанія (Looksery, Inc.) та однойменний додаток корекції відео реального часу для мобільних пристроїв.
Компанія заснована в 2013 році в Сан-Франциско (США) та спеціалізується на технологіях модифікації потокового відео в режимі реального часу.
Програма Looksery розробляється підрозділом компанії в Сочі та Одесі. Застосовані в програмі фільтри корекції зображення базуються на технології морфінгу. Фільтри відстежують форму обличчя та вирази і дозволяють коригувати відеозображення: змінювати колір очей, розмір носа, форму обличчя тощо.
У вересні 2015 стартап був придбаний за $ 150 млн, після чого проект був вилучений зі сховища безкоштовних додатків Android та iOS.
У червні 2016 компанія відкрила новий офіс у Києві, що спеціалізується на розробці нових фільтрів для Snapchat.

## Застосунок
До придбання Snapchat Looksery був доступний, як окремий додаток для iOS і Android. Мобільний додаток Looksery дозволяв користувачам імітувати свій зовнішній вигляд для фото- чи відеочату в режимі реального часу. Крім того, користувачі могли ділитися фотографіями та відео через популярні соціальні мережі та месенджери. 
Коли Snapchat запустив свій продукт Lenses, Looksery було вилучено як окремий продукт.
У червні 2014 року Looksery запустив на сайті краудфандингу Kickstarter програму, яка дозволяє виглядати краще у відеочаті.

## Нагороди
У 2014 році Looksery отримав нагороду за кращий інноваційний стартап на щорічній конференції SVOD у Кремнієвій долині.